# Lytrosis sinuosa
Lytrosis sinuosa là một loài bướm đêm trong họ Geometridae.